# Marche des fiertés de Reykjavik

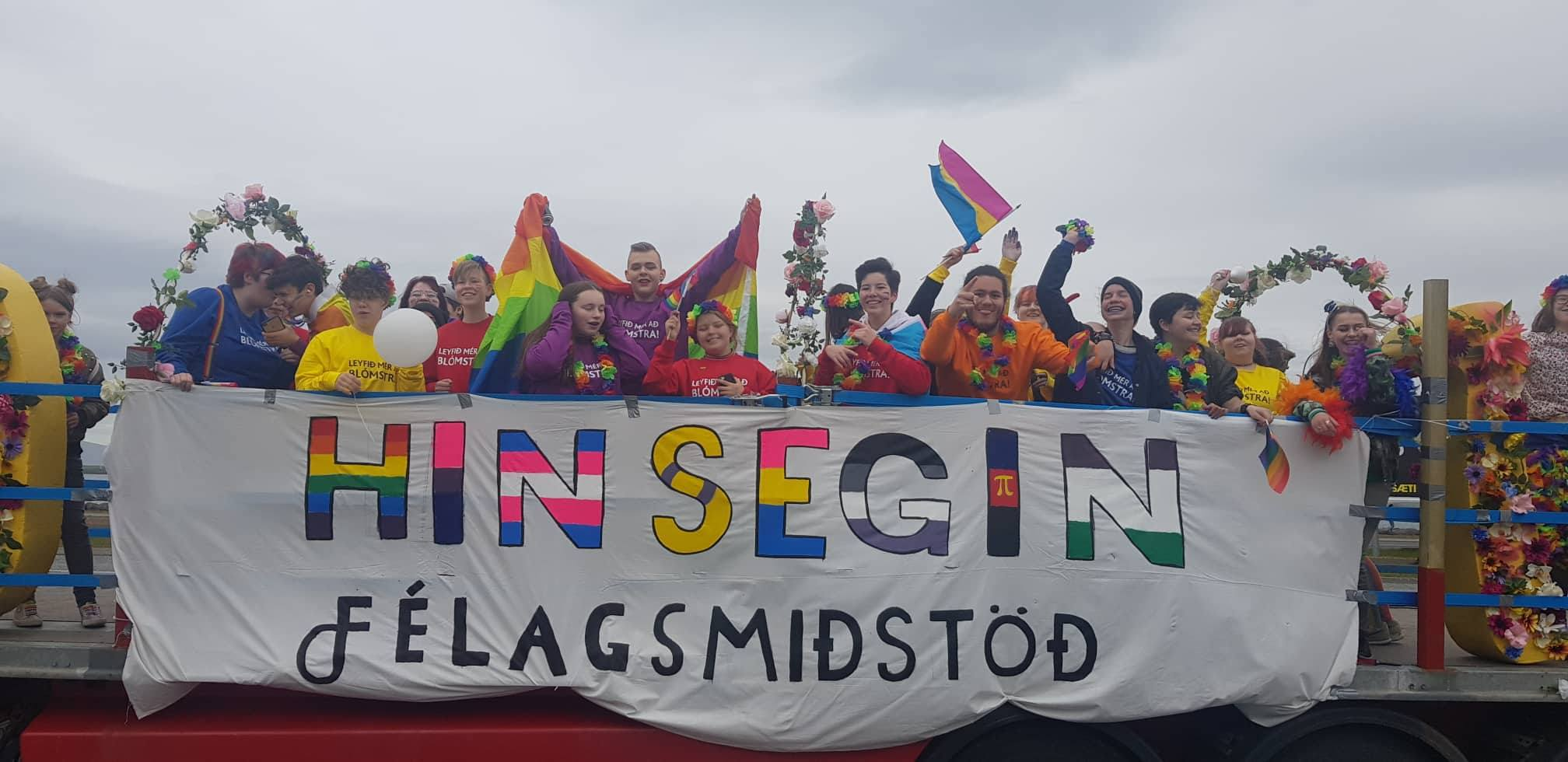
Marche des fiertés de Reykjavik en 2018.

La marche des fiertés de Reykjavik (en islandais Hinsegin dagar, traduisible par « journées queer ») est une marche des fiertés LGBT+ à Reykjavik en Islande. C'est l'un des évènements culturels et politiques les plus importants du pays. Elle se tient tous les ans au mois d'août. La première édition a lieu en 2000. En 2005, entre 40 000 et 50 000 personnes participent à la pride ; en 2010, ce sont 90 000 personnes qui défilent, soit près d'un quart de la population islandaise.

## Histoire

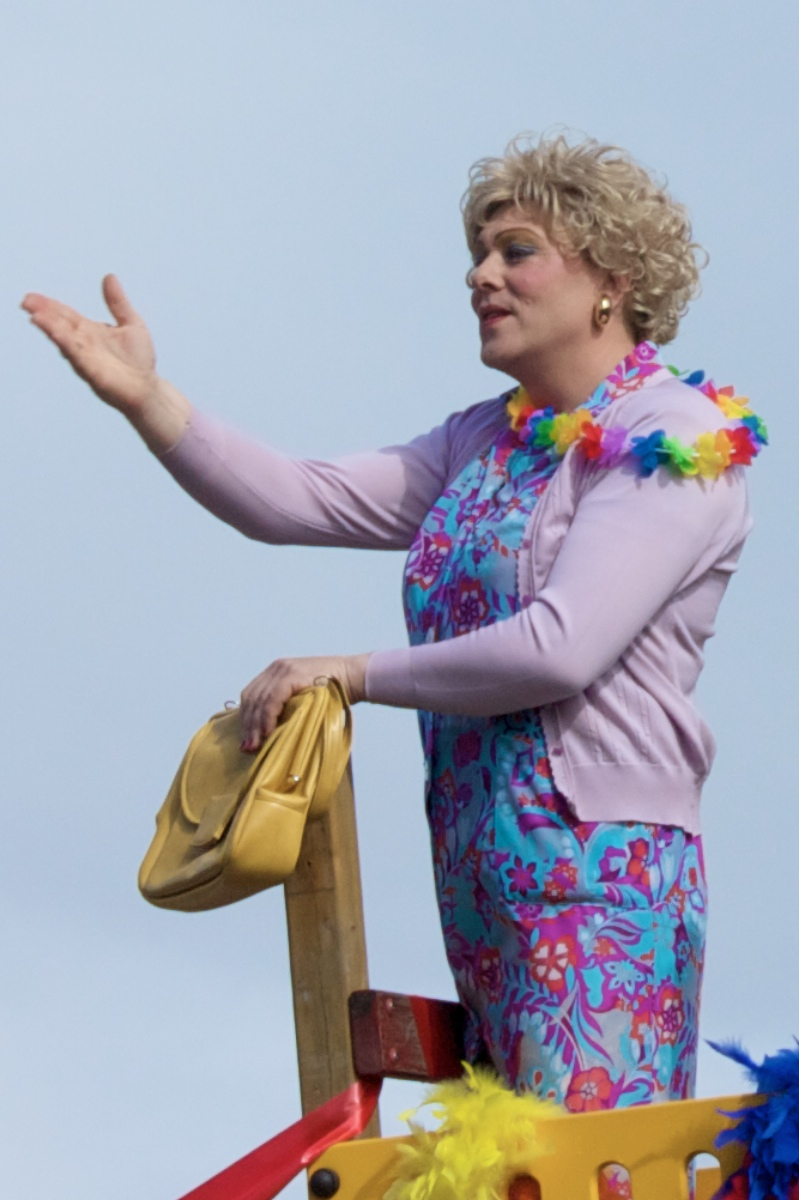
Jón Gnarr en drag queen à l'occasion de la marche des fiertés 2010.

Deux marches LGBT+ sont organisées en 1993 et 1994, mais attirent peu de monde et sont faiblement médiatisées.
La première marche des fiertés officielle en Islande a lieu en août 2000, à l'initiative de l'organisation LGBT Samtökin '78 pour commémorer les émeutes de Stonewall. Elle rassemble environ 5 000 personnes, qui marchent le long de la rue Laugavegur. De 2000 à 2010, les marches ont lieu rue Laugavegur, puis le parcours est déplacé vers une rue plus large afin d'accueillir les dizaines de milliers de participants.
En 2010, le maire de Reykjavik, Jón Gnarr, participe à la Pride habillé en drag queen.
En 2020 et 2021, la marche des fiertés n'a pas lieu en raison de la pandémie de covid-19. Elle reprend en août 2022.